# پائولو جونیور (بازیکن فوتبال)

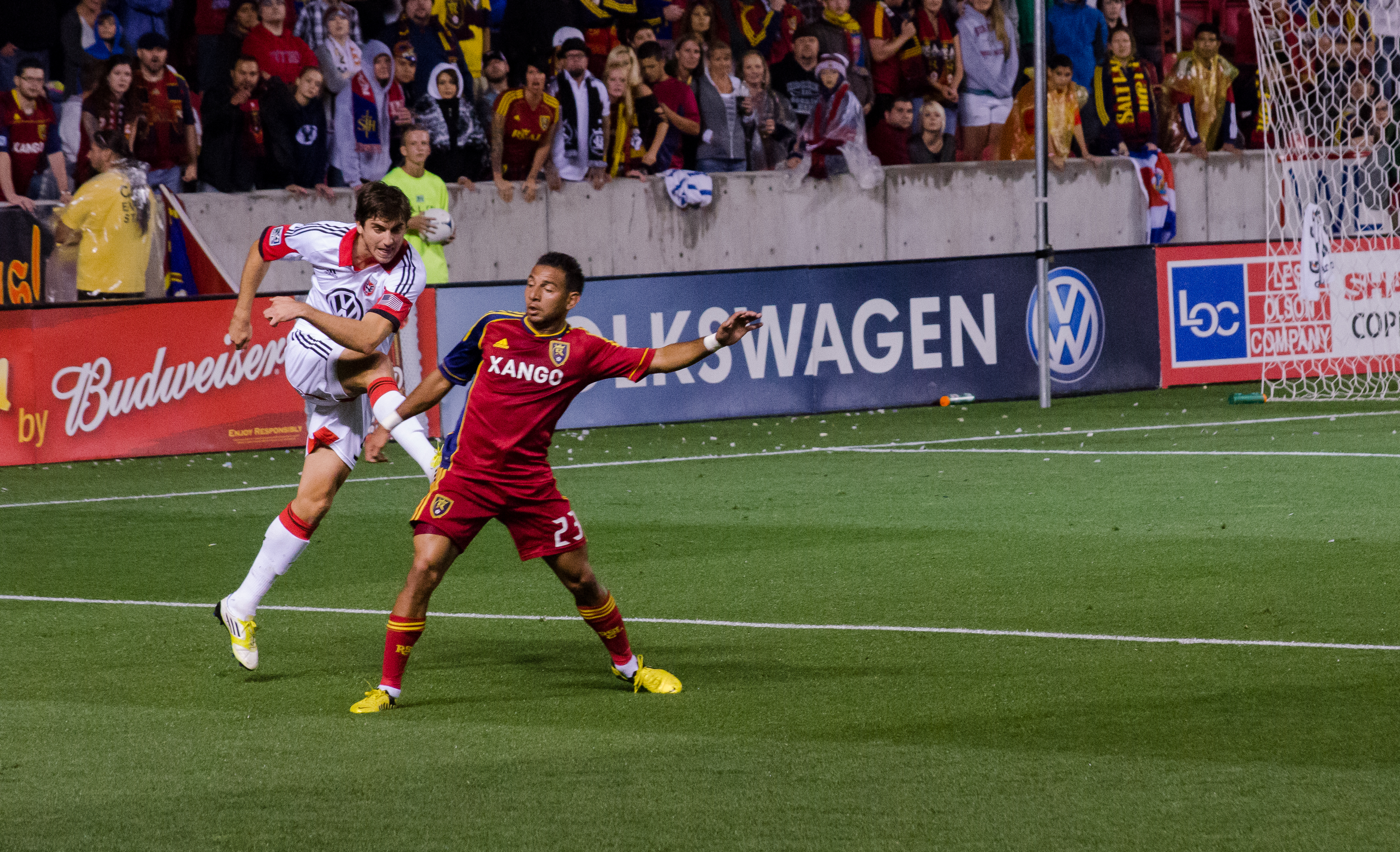
پائولو جر با لباس قرمز رنگ

پائولو جر (به پرتغالی: Paulo Morais de Araújo Júnior) مهاجم اهل برزیل است که در شهر ترسینا، پیاوی و در تاریخ ۲۳ ژانویهٔ ۱۹۸۹ به دنیا آمده‌است.
پائولو جر در تیم‌های فوتبال Ituano سابقهٔ حضور دارد.